# Рябинский, Евгений Владиславович
Евге́ний Владисла́вович Ряби́нский (1925—2002) — советский и российский художник-живописец. Член-корреспондент РАХ (1995). Член СХ СССР (1953). Лауреат Государственной премии РСФСР имени И. Е. Репина (1985). Заслуженный художник РСФСР (1969). Народный художник РСФСР (1982).

## Биография
Родился 24 июня 1925 года в селе Алгасово Моршанского уезда Тамбовской губернии СССР (ныне Моршанского района Тамбовской области России).
С 1943 года призван в ряды РККА и до 1944 года находился в действующей армии, участник Великой Отечественной войны. В 1985 году за участие в войне был награждён Орденом Отечественной войны II степени.
С 1944 по 1947 годы Е. В. Рябинский обучался в Московском центральном художественно-промышленном училище, с 1947 по 1951 годы в — Московском художественном институте имени В. И. Сурикова по отделению живописи профессора П. И. Котова. С 1953 по 1959 годы Е. В. Рябинский работал председателем Тамбовского областного отделения Союза художников РСФСР.
Среди известных произведений Е. В. Рябинского такие работы как: 1953 год — «Летний вечер», 1955 год — «Первое письмо» и «Портрет И. В. Мичурина», 1957 год — «На Тамбовщине», 1959 год — «В дождь», 1964 год — «Весенняя Цна», 1965 год — «Лето. Материнство», 1967 год — «Семья», 1969 год — «Сельские будни», 1972 год — «Весна» и «Фольклёрная группа Черняновского хора», 1974 год — «Первая зелень», 1975 год — «В весенний тишине», 1977 год — «Вешние воды» и «Берёзовый сок», 1979 год — «Сельская свадьба» и «Черёмуха цветёт», 1981 год — «Агафья Фёдоровна», 1984 год — «Осенний дождь», «Зимний день в деревне» и «Земля Тамбовская», 1992 год — «С. В. Рахманинов. Прощание с Россией», 1995 год — «Край родной», «Вишня цветёт» и «Последний снег», 2002 год — «Радость весны».
Художественные произведения Е. В. Рябинского находятся в художественных музеях и галереях России, в том числе в Государственной Третьяковской галерее и Тамбовской картинной галерее.
С 1953 года Е. В. Рябинский является членом Союза художников СССР.
В 1969 году Указом Президиума Верховного Совета РСФСР Е. В. Рябинскому было присвоено почётное звание Заслуженный художник РСФСР, в 1982 году — Народный художник РСФСР.
В 1985 году «за картины „Вешние воды“, „Земля тамбовская“, „Зимний день в деревне“» Е. В. Рябинский был удостоен Государственной премии РСФСР имени И. Е. Репина.
В 1995 году Е. В. Рябинский был избран член-корреспондентом Российской академии художеств.
23 мая 1996 года «за большой личный вклад и заслуги в развитии изобразительного искусства на Тамбовщине и активное участие в общественной жизни города Тамбова» Е. В. Рябинскому было присвоено почётное звание Почётный гражданин города Тамбова.
Умер 22 июля 2002 года в Тамбове.

## Награды
- Орден Почёта (11 октября 2001 года) — за многолетнюю плодотворную деятельность в области культуры и искусства, большой вклад в укрепление дружбы и сотрудничества между народами[9]
- Орден Отечественной войны II степени (1985)

### Звания
- Народный художник РСФСР (1982 — «за большие заслуги в области искусства»)
- Заслуженный художник РСФСР (1969)
- Почётный гражданин Тамбова (23.05.1996 — «За большой личный вклад и заслуги в развитии изобразительного искусства на Тамбовщине и активное участие в общественной жизни города Тамбова»[8])

### Премии
- Государственная премия РСФСР имени И. Е. Репина (1985 — «за картины „Вешние воды“, „Земля тамбовская“, „Зимний день в деревне“»)

### Другие награды
- Почётная грамота Президиума Верховного Совета РСФСР (1985)
- Диплом АХ СССР (1982)